# Festival international du film fantastique d'Avoriaz 1978
Le Festival international du film fantastique d'Avoriaz 1978 est le 6e Festival international du film fantastique d'Avoriaz.

## Jury
- William Friedkin (président)
- Karel Appel
- Fernando Arrabal
- Jane Birkin
- Daniel Boulanger
- Michael Cacoyannis
- Didier Decoin
- Alain Delon
- Michel Drach
- Sergio Leone
- Félicien Marceau
- Jeanne Moreau
- Nadine Trintignant
- Henri Verneuil

## Sélection

### Compétition
- L'Ange et la Femme de Gilles Carle ( Canada)
- Le Cercle infernal (Full Circle) de Richard Loncraine ( Canada /  Royaume-Uni)
- Le Crocodile de la mort (Eaten Alive) de Tobe Hooper ( États-Unis)
- La Dernière Vague (The Last Wave) de Peter Weir ( Australie)
- Eraserhead de David Lynch ( États-Unis)
- Génération Proteus (Demon Seed) de Donald Cammell ( États-Unis)
- Holocauste 2000 (Holocaust 2000) de Alberto De Martino ( Royaume-Uni /  Italie)
- L'Horrible Invasion (Kingdom of the Spiders) de John Cardos ( États-Unis)
- La Nuit de la métamorphose (Izbavitelj) de Krsto Papić ( Yougoslavie)
- Photo souvenir de Edmond Séchan ( France)
- Rhinocéros de Tom O'Horgan ( États-Unis /  Royaume-Uni /  Canada)
- Ruby de Curtis Harrington ( États-Unis)

### Hors compétition
- Cinderella de Michael Pataki ( États-Unis)

## Palmarès
- Grand prix : Le Cercle infernal de Richard Loncraine
- Prix spécial du jury : La Dernière Vague de Peter Weir
- Prix de la critique : L'Ange et la Femme de Gilles Carle
- Antenne d'or : Eraserhead de David Lynch